# Pouzols-Minervois

Pouzols-Minervois este o comună în departamentul Aude din sudul Franței. În 1 ianuarie 2022 avea o populație de 597 de locuitori.